# Joaquín Valle
Joaquín Valle Benítez est un footballeur espagnol, né le 18 avril 1916 à Las Palmas de Gran Canaria en Espagne et mort le 23 décembre 1980.
Valle a joué pratiquement la totalité de sa carrière dans le club français de l'OGC Nice. Il est toujours le meilleur buteur de l'OGC Nice.

## Biographie
Joaquín Valle, avec son frère Luis Valle, rejoint l'OGC Nice en 1937 pendant le mercato estival. Il passe une décennie au club de Nice pour devenir le meilleur buteur de l'histoire de l'OGC Nice avec 339 buts. En compétition officielle, il marque 211 buts dont 89 buts en 112 matches de championnat de 2e division, 25 buts en 35 matches de coupe, 97 buts en 117 matches de championnat pendant la Seconde Guerre mondiale, ainsi que 128 buts en 143 matches amicaux.
En juillet 1948, Valle quitte le club pour retourner en Espagne, pour jouer avec le RCD Espanyol.

## Palmarès
OGC Nice
- Champion de Division 2 : 1948